# Чистяков, Борис Ильич
Бори́с Ильи́ч Чистяко́в (23 июня 1914, Петербург — 28 января 1980, Киев) — украинский советский артист балета, балетный и оперный дирижёр, Народный артист УССР (1960).

## Биография
Родился 23 июня 1914 года в Петербурге.
Родители — балерина Александра Гаврилова и балетмейстер, педагог Илья Чистяков.
Обучался в Киевской балетной студии своего отца И.Чистякова, в Московском хореографическом училище (1925—1927).
1927—1932 — артист Киевского театра оперы и балета имени Т.Шевченко.
1937—1977 — по окончании Киевской консерватории (класс оперно-симфонического дирижирования) дирижёр Киевского театра оперы и балета им. Т.Шевченко.
1960 — Народный артист Украинской ССР

## Творчество
Большое значение для балетного искусства Украины имела работа работа Б.Чистякова над постановкой балетов национальных композиторов в Киевском театре оперы и балета им. Т.Шевченко:
- «Лесная песня» М.Скорульского (1946, 1958)
- «Маруся Богуславка» А.Свечникова (1951, 1954)
- «Лилея» К.Данькевича (1956)
- «Тени забытых предков» В.Кирейко (1963)
- «Княгиня Волконская» Ю.Знатокова (1966)
- «Поэма о Марине» Яровинского (1968)

Дирижёр-постановщик балетов в Киевском театре оперы и балета:
- «Тщетная предосторожность» (1937, 1947)
- «Штраусиана» (1943, Иркутск)
- «Коппелия» (1943, Иркутск; 1954)
- «Раймонда» (1946)
- «Гаянэ» (1947)
- «Эсмеральда» (1948, 1962)
- «Золушка» (1948)
- «Доктор Айболит» (1949)
- «Красный мак» (1949)
- «Спящая красавица» (1950, 1954)
- «Под небом Италии» Юровского (1952)
- «Конёк-Горбунок» (1953)
- «Дон Кихот» (1953)
- «Ромео и Джульетта» (1955)
- «Лебединое озеро (восстановление, 1958)»
- «Жизель» (1959)
- «Бахчисарайский фонтан» (1961)
- «Семь красавиц» (1963)
- «Спартак» (1964)
- «Зов Отчизны» А.Хачатуряна (1965)
- «Каменный цветок» (1965)
- «Легенда о любви» А.Меликова (1967)

Дирижировал балетными спектаклями во время гастролей киевской балетной труппы в Югославии, Румынии, Франции, Италии, Португалии, Швеции, Норвегии, Дании, Исландии, Японии.

## Записи
- Опера «Наталка Полтавка» Н.Лысенко, дирижёр — Б.Чистяков.

Хор и оркестр Киевского театра оперы и балета имени Т. Шевченко.
Исполнители: Наталка — З.Гадай, Возный — С. Иващенко, Выборный — И.Паторжинский, Терпелиха — М.Литвиненко-Вольгемут, Микола — М.Гришко, Петро — И.Козловский, Сват — И. Клякун.